# 杜长城
杜长城（1914年3月—1951年11月22日），綏遠省包头市人，中華民國陸軍少将，曾任國防部情報局技術總隊總隊長。

## 生平
杜長城生於綏遠省包頭市，曾從事商人保鑣工作。1939年3月入國民政府軍事委員會調查統計局軍統蘭州訓練班二期，擅長爆破技術。
第二次國共內戰期間，杜長城於四平街保衛戰得了首功，由少校隊長破格晉升三級成為少將國防部保密（情報）局技術總隊總隊長。國軍撤離大陸之後，技術總隊設計出遇敵自動爆炸的多種海上詭雷，杜長城獲得參謀總長周至柔的賞識及進一步重用。
然而杜長城後來恃寵而驕，涉嫌走私黄金及綁架蔣經國案，遭到逮捕起訴。時任總統蔣介石批示“整肃军统，着令将杜长城枪毙”。杜長城於1951年11月19日遭判處死刑，22日槍斃。